# 181P/Шумейкеров — Леви
Комета Шумейкеров — Леви 6 (181P/Shoemaker-Levy) — небольшая короткопериодическая комета семейства Юпитера, которая была обнаружена 7 ноября 1991 года американскими астрономами Кэролин и Юджином Шумейкер, а также Дэвидом Леви с помощью 0,46-м телескопа системы Шмидта Паломарской обсерватории. Она была описана как диффузный объект 12,7 m звёздной величины с плотной центральной конденсацией и небольшой комой в 30 " угловых секунд в поперечнике. Через несколько дней, 10 ноября, Дэвид Леви отметил наличие короткого хвоста в 1 ' угловую минуту длиной, а ещё пару дней спустя, 12 ноября, комета достигла максимальной яркости в 10,7 m при размере комы в 6 ' угловых минут. Комета обладает довольно коротким периодом обращения вокруг Солнца — чуть более 7,5 лет.

Орбита кометы Шумейкеров — Леви 6 и её положение в Солнечной системе

Анализ архивных снимков вскоре позволил найти более ранние снимки этой кометы, полученные 3 и 6 ноября Элеанорой Хелин в той же обсерватории. Эти данные, а также более поздние наблюдения, проводившиеся вплоть до 8 января 1992 года, позволили рассчитать орбиту кометы достаточно точно, чтобы 26 октября 2006 года американские астрономы Роберт Макнот и D. M. Burton смогли восстановить комету с помощью 0,5-метрового телескопа обсерватории Сайдинг-Спринг. На тот момент она представляла собой диффузный объект магнитудой 18,2 m, небольшой комой (6 ") и коротким хвостом (10 ").

## Сближения с планетами
В течение XX и XXI веков комета дважды сближалась с Землёй и трижды с Юпитером, причём сближение 1982 года было особенно тесным и, вероятно, вывело комету на современную орбиту.
- 0,03 а. е. от Юпитера 23 апреля 1982 года;
- 0,22 а. е. от Земли 27 октября 1991 года;
- 0,76 а. е. от Юпитера 14 февраля 2065 года;
- 0,44 а. е. от Земли 6 октября 2067 года;
- 0,17 а. е. от Юпитера 22 декабря 2088 года.